# Miradero (Cabo Rojo)
Miradero es un barrio ubicado en el municipio de Cabo Rojo en el Estado Libre Asociado de Puerto Rico. En el Censo de 2010 tenía una población de 15521 habitantes y una densidad poblacional de 620,04 personas por km².

## Geografía
Miradero se encuentra ubicado en las coordenadas 18°5′2″N 67°10′15″O / 18.08389, -67.17083. Según la Oficina del Censo de los Estados Unidos, Miradero tiene una superficie total de 25.03 km², de la cual 19.97 km² corresponden a tierra firme y (20.23%) 5.06 km² es agua.

## Demografía
Según el censo de 2010, había 15521 personas residiendo en Miradero. La densidad de población era de 620,04 hab./km². De los 15521 habitantes, Miradero estaba compuesto por el 83.98% blancos, el 5.73% eran afroamericanos, el 0.32% eran amerindios, el 0.08% eran asiáticos, el 7.31% eran de otras razas y el 2.58% pertenecían a dos o más razas. Del total de la población el 99.09% eran hispanos o latinos de cualquier raza.